# Allan R. Bomhard
Allan R. Bomhard (ur. 1943) – amerykański językoznawca, specjalista w zakresie języków eskimo-aleuckich. Zajmuje się badaniem kontrowersyjnej hipotezy nostratycznej.

## Książki
- Toward Proto-Nostratic: A New Approach to the Comparison of Proto-Indo-European and Proto-Afroasiatic (1984)
- The Nostratic Macrofamily: A Study in Distant Linguistic Relationship (współautorstwo, 1994)
- Indo-European and the Nostratic Hypothesis (1996)
- Reconstructing Proto-Nostratic: Comparative Phonology, Morphology, and Vocabulary (2008, dwa tomy)
- The Nostratic Hypothesis in 2011: Trends and Issues (2011)
- An Introductory Grammar of the Pali Language (2012)